# Модный магазин
«Мо́дный магази́н» — журнал, выходивший в городе Санкт-Петербурге с 1862 по 1883 год.

## История
Журнал «Модный магазин» с подзаголовком «Моды, литература, новости, хозяйство, работа» выходил дважды в месяц. С 1882 года подзаголовок — «Иллюстрированный семейный журнал с литературным сборником».
Издатели-редакторы — С. Г. Мей (Рехневская) и Е. И. Есаулова; с 1882 года — В. П. Турба.
С 1883 года назывался «Модный свет и модный магазин».
Представлял собой иллюстрированный журнал для женщин. Помимо советов в области домоводства, рукоделий, мод и основ личной гигиены, журнал помещал светскую и театральную хронику и различные анекдоты. Преобладающее место в беллетристике занимали сентиментальные стихотворения с любовной тематикой. Печатались также переводы из произведений Гейне, Гюго, Диккенса, Флобера и др.
В журнале принимали участие П. И. Вейнберг, В. В. Крестовский, А. Н. Майков, Д. Д. Минаев и др.